# 森茶
森茶（もりちゃ、1990年4月24日 - ）は、日本の漫画家。神奈川県出身。血液型はO型。

## 来歴
中学生の時からロボット物の漫画、フラッシュアニメ、3DのCGを創作していたが、中学3年の時、キム・ヒョンテの画集を見たのをきっかけにイラストレーターを志す。しかし高校卒業後の2009年、試しに一度だけと思い描いた漫画『OMEGA BLOSSUM』がGET THE SUN 新人賞準グランプリを果たし、その2ヵ月後の『ゲッサン』（小学館）2009年8月号に掲載された『おとめジェノサイド』でプロデビューした。
2010年、『ゲッサン』の創刊1周年を記念して4号連続で新連載が開始され、その1作として7月号より『BULLET ARMORS』の連載を開始。
2018年4月から『月刊コロコロコミック』（同）にて『ゾイドワイルド』シリーズの連載を開始。

## 人物
メカ物の作品を好む。ゲーム『アーマード・コア』をきっかけとし、最も好きなメカデザインは『鉄騎』。新作のゲームを買うと学校を休んでまでプレイして、『Halo 2』で全国7位になった事もある。今までで一番ハマったゲームは『Destiny』。
ビーフジャーキーが好き。好きなお笑い芸人はアンガールズの田中卓志。

## 受賞歴
- OMEGA BLOSSUM（GET THE SUN 新人賞 第1回 準グランプリ）

## 作品リスト

### 連載
- BULLET ARMORS（『ゲッサン』2010年7月号[4] - 2012年11月号、全6巻） - 初連載[1]。連載前の仮タイトルは「BULLET PUNCH（仮）」[3]。
- ゾイドワイルド（『月刊コロコロコミック』2018年5月号 - 2019年6月号[11]、全3巻）
- ゾイドワイルド2（『月刊コロコロコミック』2019年9月号[11] - 2020年11月号、全3巻）
- ゾイドワイルド2＋（『月刊コロコロコミック』2021年1月号[12] - 2021年7月号、全1巻）
- デュエル・マスターズ紅蓮（『週刊コロコロコミック』2022年3月15日[13] - 2023年3月17日[14]、全2巻）- 第1話のタイトルは「デュエル・マスターズG」[15]。

### 読切
- おとめジェノサイド（『ゲッサン』2009年8月号） - プロデビュー作。
- ヒーロー抹殺@れいゆ（『ゲッサン』2009年10月号）
- BULLET ARMer（『ゲッサン』2010年1月号）
- MERRY SHOOTER（『ゲッサン』2013年7月号別冊付録「ゲッサンmini」第2号[16]）
- ケーキはどこへ消えた?（『ゲッサン』2013年9月号別冊付録「ゲッサンmini」第3号[17]）
- ROAD OF SPRING（『ゲッサン』2014年7月号別冊付録「ゲッサンmini」第8号）